# Eksperiment sa suđenjima o karakteristikama ličnosti na osnovu izraza lica i emocija
Eksperiment sa suđenjima o karakteristikama ličnosti na osnovu izraza lica i emocija su sproveli psiholozi Paul Ekman, Valas Frajzen, Morin Salivan i Klaus Šerer.

## Uvod u eksperiment
Mogu se razlikovati 3 grupe determinanti u donošenju presuda o emotivnom stanju, stavu ili ponašanju druge osobe. U prvoj grupi determinanti se nalazi posmatrač koji donosi presudu: kako emotivno stanje, stav, ličnost, veštine, očekivanje, motivacija ili učešće u presudi posmatrača utiče na njegovu procenu drugih. Druga grupa determinanti uključuje sve ove iste karakteristike samo se one odnose na osobu o kojoj se donosi presuda: kako lično emotivno stanje, stav... stimulativne osobe utiče na informacije koje se pružaju posmatračima. U trećoj grupi se nalaze informacije koje su dostupne posmatraču: kako bi različiti aspekti ponašanja stimulativne osobe (npr. kvalitet glasa,pokreti tela itd.) mogli da utiču na presudu.
Mnoga učenja su se fokusirala na treću grupu determinanti, izučavajući da li neverbalno ponašanje doprinosi presudi posmatrača više od verbalnog. U takvim istraživanjima posmatrači su bili izloženi različitim „kanalima”. Nekima je bilo dozvoljeno da čuju, drugima da vide deo ponašanja, ili je govor bio odvojen na sadržaj i kanale kvaliteta glasa, i neverbalno ponašanje na kanale lica i tela. Teško je izvesti zaključke iz ovih eksperimenata zbog brojnih metodoloških nedostataka.
Mnoga učenja su uključivala samo par stimulativnih osoba (uglavnom jednu ili dve) u veštačkoj međuljudskoj (interpersonalnoj) situaciji (glumac koji demonstrira situaciju). Pitanje toga da li bitnost kanala može da zavisi ili da interaguje sa tipom informacije kojoj se sudi, karakteristikama posmatrača koji sudi ili karakteristikama stimulativne osobe koja je ocenjivana nije bilo uzimano u obzir u mnogim eksperimentima.
Teško je doneti zaključke iz ove literature zato što je mnogo metoda bilo korišćeno u proceni bitnosti kanala. Najpopularnija metoda je bila ili da se odredi koji kanal je obezbeđivao najprecizniju presudu ili koji kanal obezbeđuje najveći nivo medržavnih sporazuma. U ovom učenju izabrali su metod koji se ređe koristio: određivanje koji se kanal nalazi u uzajamnoj vezi sa ocenama koje su dali posmatrači koji su bili izloženi potpunom audio-vizuelnom zapisu.
Ovaj metod najdirektnije odgovara na pitanje kako pojedinačni kanali doprinose utiscima koji su formirani kada je posmatrač izložen uobičajenim kanalima međuljudskog inputa (istovremeni uticaj izraza lica, pokreta tela i govora). Umesto toga, pretpostavili smo da će delimični doprinos kanala zavisiti od drugih varijabli kao što su atribut koji se ocenjuje ili tip socijalne situacije u kojoj se ocenjivano ponašanje pojavilo. Testiranje ove hipoteze je zahtevalo da ocene budu date za mnogo različitih atributa od strane posmatrača koji su bili izloženi ponašanju velikog uzorka stimulativnih osoba u barem dve različite situacije. Tri različita eksperimenta su dozvolila kopiranje preko različitih grupa posmatrača.

## Eksperiment 1

### Metoda
Stimulativni materijali: crno-beli snimci su korišćeni u laboratorijskom okruženju stvorenom da izuči prevaru. Petnaest medicinskih sestara-studentkinja su snimane u svakom od dva standardizovana intervjua. U oba intervjua one su gledale kratak film i odgovarale na pitanja osobe koja ih je intervjuisala vezano za njena osećanja o filmu. U ,,iskrenom" intervjuu one su bile relativno bez stresa, prikazivani su filmovi o prirodi napravljeni da izazovu prijatna osećanja i njima su izdate instrukcije da iskreno opišu svoja osećanja. U intervjuu ,,prevare" one su gledale film o amputaciji i opekotinama sa namerom da izazove jak, neprijatan uticaj. Zadata su im uputstva da sakriju negativna osećanja i da ubede osobu koja intervjuiše da su videle još jedan prijata film. Prema tome, u uslovima prevare, one su gledale veoma stresan film i imale dodatan stres da prevare osobu koja intervjuiše. Ova dva intervjua su obezbedila uzroke ponašanja iz interpersonalnih situacija koja su se razlikovala u doživljenom afektu (osećajnosti) i u iskrenosti izraza.
Segmenti od 2 minuta (skoro ceo kratak intervjuu)- od svakog iskrenog i svakog varljivog intervjua su bili uređeni u proizvoljnom redu na dve video kasete, na takav način da je svaki subjekt prikazivan u jednoj situaciji (iskrenoj ili varljivoj) i u svakoj kaseti. Svaka kaseta je prikazivala petnaest intervjua oko kojih je pola bilo iskreno, a pola varljivo. Određena grupa posmatrača je videla samo jedan video. Video kaseta je pokazivala direktan pogled na subjekta koji je sedeo u stolici, sa vidljivim celim licem i telom (uključujući i stopala). Odvajanje kanala je postignuto zaklanjanjem lica na video monitoru onima kojima je prikazivano samo telo, zaklanjanje tela onima kojima je prikazivano samo lice i uključivanje zvuka i zatamnjivanje ekrana za one koji su čuli samo govor. Govor je uključivao šta se govorilo, sadržaj govora i na koji način je pričano (kvalitet glasa). U uslovima gde je prikazivana cela osoba, što je i bio kriterijum za ovaj eksperiment, ceo monitor je bio vidljiv i zvuk uključen.

### Skala za ocenjivanje
Četrnaest bipolarnih prideva od sedam tačaka su korišćene. Skale su bile grupisane na osnovu faktorske analize. Korišćeno je osam grupa posmatrača, po dva za svakog od četiri izvora (lice, telo, govor, cela osoba). Veličina grupe je bila od 11-22 člana. Nije im bilo rečeno da postoji prevara u intervjuu.

### Rezultati
Tvrdnjе iz prеthodnе litеraturе o tomе da vizuеlni kanali imaju prеdnost u odnosu na vеrbalnе kanalе i poseban značaj lica u porеđеnju sa tеlom ili govorom nisu podržana. Nijеdan kanal (licе, tеlo ili govor) se nijе istakao prеvišе u odnosu na drugi u suđеnju cеlе osobе. Kada jе ocеnjivano ponašanjе u iskrеnom intеrvjuu nivo korеlacijе izmеđu kanala i suđеnja cеlе osobе jе variralo sa tipovima karaktеristika. Iako nijеdnom posmatraču nijе rеčеno da jе osobama kojе su posmatrali bilo izdato uputstvo da prеvarе u drugom minutu intеrvjua prеvarе, subjеktu jе bilo upućеno pitanjе da li govori istinu. Oni koji su posmatrali samo licе ili samo tеlo nisu čuli šta jе rеčеno i prеvara nijе bila istaknuta za njih. Osobе kojе su posmatralе cеlo tеlo i slušalе govor bi čulе ovo pitanjе i ovo jе prеdstavljalo pojavu sumnjе o vеrodostojnosti. Ovo možе da budе razlog za visokе korеlacijе izmеđu njihovih prеsuda. Da bi еliminisali ovu mogućnost еkspеrimеntu 2 jе prikazan samo prvi minut intеrvjua u komе su pitanja bila idеntična i u iskrеnom i u intеrvjuu za prеvaru, u komе pitanjе istinitosti nijе pokrеnuto od stranе osobе koja jе vršila intеrvjuu.

## Eksperiment 2

### Metoda
Materijali stimulusa su bili isti  kao u eksperimentu 1 samo što su prikazivani segmenti intervjua trajali jedan minut. Korišćeno je osam novih grupa posmatrača. Studenti psihologije sa Univerziteta u San Francisku su se dobrovoljno javili da budu posmatrači, ali zauzvrat su dobijali poene koji su doprinosili boljoj oceni. Veličina grupe je bila 10-17 ljudi. 

### Rezultati

#### Iskrene situacije
Za prve grupe na skali u ocenjivanju iskrene situacije lice, telo i govor su pokazali prilično jednake, visoke nivoe korelacija sa kriterijumom posmatranja cele osobe. Objedinjene korelacije na sve tri skale za svaki kanal nisu bitno različite jedna od druge. 
Postoji potpuna suprotnost u onome što se pokazalo u drugoj grupi na skali. Presude o trećoj grupi na skali su stvorile korelacije sa kriterijumom koji su bili generalno niži od onih sa ostalih skala. 
Na kraju, presude na poslednje četiri skale pokazale su obrazac koji je na neki način sličan onome u prvoj grupi na skali. Kada je posmatrano ponašanje u iskrenoj situaciji, ocenjivanje lica, govora i tela bilo je je podjednako visoko povezano sa kriterijumom. Drugi glavni pronalazak iz prvog eksperimenta je u suštini preslikan.

#### Lažne situacije
Kada je ocenjivano ponašanje u toku prevarenih (lažnih) situacija presude posmatrača izloženim govoru najčešće su imali visoku korelaciju sa presudama koje su napravili posmatrači cele osobe (u pet situcija je bila najveća korelacija). Nije bilo mnogo razlike u odnosu na prvi eksperiment. 
U eksperimentu 2 srednja starost posmatrača bila je nekih 20 godina manja od srednje starosti posmatrača u eksperimentu 1. Eksperiment 2 pokazuje da postoji opštost bez obzira na godine posmatrača ili da li uzorak posmatranja traje jedan ili dva minuta.

## Eksperiment 3
U ovom eksperimentu posmatračima je prikazan odnos lica sa govorom i korišćen je kao kriterijum umesto osobe u celini. Ovo je omogućilo još jednu priliku da se odredi da li bi kolona koja je u najvećoj meri povezana sa kriterijumom zavisila od skale i da li bi kolona govora bila važnija kada bi se procenjivalo ponašanje u nameštenoj (varljivoj) situaciji.

### Metoda
Dve nove grupa posmatrača koje su sastavljene od istih ljudi kao i u eksperimentu 2 ocenjivale su video kasete korišćene u eksperimentu 2 sa uključenim zvukom i isključenim telom kako bi omogućili novi kriterijum ocenjivanja lice-govor. U ostalim aspektima procedura je bila ista kao i u eksperimentima 1 i 2. Ocene samo lica i samo govora sakupljene u eksperimentu 2 su korišćene za jednu korišćene za jednu kolonu ocenjivanja kako bi se povezale sa novim kriterijumom ocenjivanja.

### Rezultati
Tabela dva je organizovana kao tabela jedan. Rezultati su dosledni rezultatima prikazanim u tabeli jedan za eksperimente jedan i dva. Da li je kolona ocenjivanja lica ili govora bila u većoj meri povezana sa kriterijumom (lica i govora) variralo je kroz karakteristike ocenjene kada je posmatrano ponašanje u realnoj situaciji. Za ponašanje u naštenoj situaciji ocenjivanje kanala govora uglavnom je povezano s ocenjivanjem lice-govor. U ocenjivanju realne situacije, ocene govora su u najvećoj meri bile povezane sa procenama lice-govor na četiri skale, a u ocenjivanju nameštene situacije ocene govora su najviše bile povezane sa ocenama lice-govor na deset skala. Ponovo  su se pojavile značajne razlike.

## Diskusija
Rezultati sva tri eksperimenta su pokazali da ne bi bilo mudro tvrditi da bilo koja kolona preovladava u ocenjivanju drugih ljudi. Koji kanal preovladava zavisi od toga koja karakteristika se ocenjuje kao i od međuljudske situacije u kojoj se ocenjivano ponašanje dešava. Tvrdnje iz literature da je lice najvažnije ili da je neverbalni-vizuelni kanal važniji od verbalno-slušni kanal nisu potvrđene. Pitanje je složenije, pa makar i ako se značaj posmatra u okviru količine međusobnog uticaja između ocena zasnovane na zasebnim kanalima i ocena osoba napravljenih kada su uobičajeni verbalni i neverbalni inputiulazi omogućeni.
Nije najjasnije da li je razlog razlike između rezultata dobijenih u ovim eksperimentima iu onim sprovedenim u literaturi:
1. Dizajn koji procenjuje važnost kanala po tome koliko je dobro povezan sa utiscima koji se formiraju kada su ljudi izloženi celom nizu znakova (signala) koji su na raspolaganju kada procenjujemo druge - dizajn koji se ne koristi u većini drugih studija kanala;
2. Veći niz osoba koji se ocenjuju ili veći niz skala koji su korišćene u skoro svim prethodnim studijama;
3. Prirodno ponašanje pre nego namešteno ponašanje koje je korišćeno u većini drugih studija kanala.

Iako sva tri eksperimenta podržavaju generalizaciju, u proceni ponašanja u realnim situacijama, gde je ne samo jedan kanal u najvećoj meri povezan sa kriterijumom, replikacije se događaju u okviru posmatrača koji su ocenjivali ponašanje. U osnovi je korišćen isti set pitanja, sve sa osobama ženskog pola.
Replikacija je potrebna sa drugim stimulativnim osobama i drugim socijalnim društvenim situacijama pre nego što je moguće znati uopštenost specifičnih šablonskih korelacija između jednog i više kanala. Bitno je pomenuti da je šablon korelacije tako dramatično pomeren kada se ocenjuje ponašanje prilikom intervjua u namešteoj (varljivoj) situaciji. Trebalo bi zapamtiti da nikome od posmatrača nije rečeno da su subjekti dobili instrukcije da obmanjuju u nekim intervjuima i da u eksperimentima 2 i 3 posmatrači nisu mogli čuti nijedno pitanje koje bi ih nateralo da posumnjaju u iskrenost situacije.